# Fortitudo Pallacanestro Bologna 2006-2007
Questa voce raccoglie le informazioni riguardanti la Fortitudo Pallacanestro Bologna nelle competizioni ufficiali della stagione 2006-2007.

## Stagione
La stagione 2006-2007 della Fortitudo Pallacanestro Bologna sponsorizzata Climamio, è la 33ª nel massimo campionato italiano di pallacanestro, la Serie A.
All'inizio della nuova stagione la Lega Basket decise di modificare il regolamento riguardo al numero di giocatori stranieri da schierare contemporaneamente in campo che venne ridotto a sei, con anche la possibilità di impiegare fino a quattro giocatori extracomunitari.
Il 27 marzo Dan Gay viene incaricato del doppio ruolo giocatore-allenatore.

## Roster
Aggiornato al 26 gennaio 2022.
| Climamio Fortitudo Bologna 2006-2007 | Climamio Fortitudo Bologna 2006-2007 |
| Giocatori                            | Staff tecnico                        |
| ------------------------------------ | ------------------------------------ |

| N. | Naz.                                       | Ruolo | Nome                   | Anno | Alt.   | Peso   |  |
| -- | ------------------------------------------ | ----- | ---------------------- | ---- | ------ | ------ |  |
| 4  | Francia (bandiera)                         | AP    | Alain Digbeu           | 1975 | 198 cm | 95 kg  |  |
| 5  | Stati Uniti (bandiera)                     | P     | Tyus Edney             | 1973 | 178 cm | 78 kg  |  |
| 6  | Italia (bandiera)                          | A     | Stefano Mancinelli (C) | 1983 | 203 cm | 98 kg  |  |
| 7  | Stati Uniti (bandiera)                     | AP    | Preston Shumpert       | 1979 | 198 cm | 95 kg  |  |
| 7  | Slovenia (bandiera)                        | AG    | Goran Jurak            | 1977 | 203 cm | 108 kg |  |
| 8  | Italia (bandiera)                          | G     | Marco Belinelli        | 1986 | 195 cm | 85 kg  |  |
| 9  | Germania (bandiera)                        | P     | Steffen Hamann         | 1981 | 191 cm | 82 kg  |  |
| 9  | Francia (bandiera)                         | C     | Jérôme Moïso           | 1978 | 208 cm | 104 kg |  |
| 10 | Italia (bandiera)                          | PG    | Daniele Cavaliero      | 1984 | 188 cm | 83 kg  |  |
| 11 | Bulgaria (bandiera) · Francia (bandiera)   | C     | Vasil Evtimov (C)      | 1977 | 208 cm | 120 kg |  |
| 12 | Lettonia (bandiera)                        | G     | Kristaps Janičenoks    | 1983 | 195 cm | 83 kg  |  |
| 12 | Stati Uniti (bandiera)                     | P     | Moochie Norris         | 1973 | 185 cm | 79 kg  |  |
| 13 | Stati Uniti (bandiera)                     | A     | David Bluthenthal      | 1980 | 201 cm | 105 kg |  |
| 14 | Italia (bandiera)                          | AG    | Tomas Ress             | 1980 | 210 cm | 102 kg |  |
| 14 | Stati Uniti (bandiera) · Italia (bandiera) | C     | Dan Gay                | 1961 | 207 cm | 109 kg |  |
| 15 | Stati Uniti (bandiera)                     | C     | James Thomas           | 1980 | 203 cm | 110 kg |  |
| 17 | Italia (bandiera)                          | AC    | Davide Bruttini        | 1987 | 203 cm | 102 kg |  |
| 18 | Italia (bandiera)                          | AP    | Riccardo Cortese       | 1986 | 197 cm | 92 kg  |  |
| 18 | Italia (bandiera)                          | G     | Gian Andrea Fratini    | 1990 |        |        |  |
| 19 | Italia (bandiera)                          | C     | Julian Somvi           | 1987 | 205 cm |        |  |
| 20 | Italia (bandiera)                          | P     | Robert Fultz           | 1982 | 192 cm | 88 kg  |  |
| -  | Italia (bandiera)                          | C     | Jacopo Borra           | 1990 | 212 cm | 105 kg |  |
| -  | Italia (bandiera)                          | A     | Stefano Chiarini       | 1990 | 198 cm |        |  |
| -  | Italia (bandiera)                          | AG    | Alberto Chiumenti      | 1987 | 204 cm | 98 kg  |  |
| -  | Italia (bandiera)                          | PG    | Gabriele Fin           | 1990 | 195 cm |        |  |
| -  | Italia (bandiera)                          |       | Riccardo Persiani      | 1988 |        |        |  |
| -  | Italia (bandiera)                          | P     | Giacomo Sanguinetti    | 1990 | 180 cm | 75 kg  |  |
| -  | Italia (bandiera)                          | AP    | Marco Vettore          | 1988 | 196 cm |        |  |

| Allenatore |
| - Fabrizio Frates (fino al 17 novembre) - Ergin Ataman (dal 17 novembre fino al 27 marzo) - Massimiliano Oldoini (dal 27 marzo) |
| Assistente/i |
| - Nessuno Legenda - (C) Capitano - (IN) Inattivo - Infortunato                                                                  |

## Mercato

### Sessione estiva
| Acquisti | Acquisti            | Acquisti        | Acquisti      | Acquisti |
| R.       | Nome                | da              | Modalità      |          |
| -------- | ------------------- | --------------- | ------------- | -------- |
| C        | James Thomas        | Albany Patroons | definitivo    |          |
| P        | Tyus Edney          | Olympiakos      | definitivo    |          |
| A        | David Bluthenthal   | Virtus Bologna  | definitivo    |          |
| G        | Kristaps Janičenoks | Orlandina       | definitivo    |          |
| AP       | Preston Shumpert    | Olimpia Milano  | definitivo    |          |
| P        | Steffen Hamann      | Bamberga        | definitivo    |          |
| C        | Vasil Evtimov       | Orlandina       | definitivo    |          |
| PG       | Daniele Cavaliero   | Pall. Roseto    | definitivo    |          |
| P        | Robert Fultz        | Teramo Basket   | fine prestito |          |
| GA       | Riccardo Cortese    | Basket Cecina   | fine prestito |          |

| Cessioni | Cessioni           | Cessioni            | Cessioni       | Cessioni |
| R.       | Nome               | a                   | Modalità       |          |
| -------- | ------------------ | ------------------- | -------------- | -------- |
| G        | Sani Bečirovič     | Panathīnaïkos       | fine contratto |          |
| PG       | Rodolfo Rombaldoni | Scafati Basket      | fine contratto |          |
| C        | Travis Watson      | Olimpia Milano      | fine contratto |          |
| P        | Kiwane Garris      | Olimpia Milano      | fine contratto |          |
| AC       | Erazem Lorbek      | Málaga              | fine contratto |          |
| AP       | Yakhouba Diawara   | Denver Nuggets      | fine contratto |          |
| C        | Dalibor Bagarić    | Girona              | fine contratto |          |
| P        | Tony Binetti       | Castelletto Ticino  | prestito       |          |
| GA       | Nate Green         | Olimpia Milano      | fine contratto |          |
| P        | Alessandro Piazza  | A. Costa Imola      | prestito       |          |
| AG       | Marco Diviach      | Team Gandino        | prestito       |          |
| P        | Fabio Lovatti      | Amici Pall. Udinese | fine contratto |          |

### Dopo l'inizio della stagione
| Acquisti | Acquisti          | Acquisti         | Acquisti      | Acquisti      |
| R.       | Nome              | da               | Data          | Modalità      |
| -------- | ----------------- | ---------------- | ------------- | ------------- |
| AP       | Alain Digbeu      | Free agent       | dicembre 2006 | definitivo    |
| C        | Dan Gay           | Free agent       | dicembre 2006 | definitivo    |
| C        | Jérôme Moïso      | Free agent       | dicembre 2006 | definitivo    |
| P        | Moochie Norris    | Yakama Sun Kings | marzo 2007    | definitivo    |
| P        | Alessandro Piazza | A. Costa Imola   | marzo 2007    | fine prestito |
| AG       | Goran Jurak       | Olimpija Lubiana | aprile 2007   | definitivo    |

| Cessioni | Cessioni            | Cessioni           | Cessioni      | Cessioni    |
| R.       | Nome                | a                  | Data          | Modalità    |
| -------- | ------------------- | ------------------ | ------------- | ----------- |
| G        | Kristaps Janičenoks | Teramo Basket      | ottobre 2006  | prestito    |
| AC       | Davide Bruttini     | Castelletto Ticino | novembre 2006 | prestito    |
| AG       | Tomas Ress          | Pall. Reggiana     | novembre 2006 | prestito    |
| AP       | Preston Shumpert    | Pall. Treviso      | dicembre 2006 | rescissione |
| P        | Steffen Hamann      | Bamberga           | gennaio 2007  | rescissione |
| AP       | Riccardo Cortese    | N.B. Brindisi      | febbraio 2007 | prestito    |
| C        | Vasil Evtimov       | Valladolid         | febbraio 2007 | rescissione |
| P        | Robert Fultz        | V.L. Pesaro        | marzo 2007    | prestito    |
| P        | Alessandro Piazza   | N.B. Brindisi      | marzo 2007    | prestito    |